# Coupe du monde de rugby à XIII 1989-1992
Navigation
Édition précédente Édition suivante
La Coupe du monde de rugby à XIII 1989-1992 (10e édition depuis sa création en 1954), s'est étalée sur trois années du 23 juillet 1989 au 24 octobre 1992 à travers le monde avec des matchs aller-retour. Il s'agit de la plus importante des compétitions internationales de rugby à XIII mettant aux prises des sélections nationales, organisée par Rugby League International Federation (RLIF).
Cette formule entre cinq nations (Australie, Grande-Bretagne, France, Nouvelle-Zélande et Papouasie-Nouvelle-Guinée) a permis à l'équipe d'Australie, invaincue, d'être qualifiée pour la finale vingt mois avant que celle-ci soit jouée, l'autre finaliste s'est qualifié à l'issue de Grande-Bretagne vs Nouvelle-Zélande à l'avantage de la première. La finale, disputée à Wembley, a attiré 73 631 spectateurs et a vu la victoire des Australiens sur les Britanniques.

## Les équipes

### France
| Nom                   | Âge | Matchs (Ptsmarqués) pendant l'édition | Club                    |
| --------------------- | --- | ------------------------------------- | ----------------------- |
| Pierre Aillères       | 33  | ? (?)                                 | Toulouse olympique XIII |
| Adolphe Alésina       | 22  | ? (?)                                 | Pamiers XIII            |
| Christophe Auroy      |     | ? (?)                                 | XIII Catalan            |
| Abdrajah Baba         |     | ? (?)                                 | XIII Catalan            |
| Marc Balleroy         | 31  | ? (?)                                 | SO Avignon              |
| Thierry Bernabé       | 29  | ? (?)                                 | AS Carcassonne          |
| Denis Biénès          | 27  | ? (?)                                 | RC Saint-Gaudens        |
| Pascal Bomati         | 18  | ? (?)                                 | XIII Catalan            |
| Christophe Bonnafous  |     | ? (?)                                 | RC Albigeois            |
| Alain Bouzer          | 28  | ? (?)                                 | Toulouse olympique XIII |
| Gérard Boyals         |     | ? (?)                                 | RC Saint-Gaudens        |
| Serge Bret            | 28  | ? (?)                                 | XIII Catalan            |
| Thierry Buttignol     |     | ? (?)                                 | SO Avignon              |
| Didier Cabestany      | 20  | ? (?)                                 | AS Saint-Estève         |
| Éric Castel           | 27  | ? (?)                                 | RC Albigeois            |
| Pierre Chamorin       | 19  | ? (?)                                 | AS Saint-Estève         |
| Philippe Chiron       | 21  | ? (?)                                 | RC Carpentras           |
| Régis Courty          |     | ? (?)                                 | XIII Catalan            |
| Guy Delaunay          | 29  | ? (?)                                 | XIII Catalan            |
| Guy Delpech           |     | ? (?)                                 | Pamiers XIII            |
| David Despin          | 19  | ? (?)                                 | US Villeneuve           |
| Daniel Divet          | 22  | ? (?)                                 | AS Carcassonne          |
| Gilles Dumas          | 26  | ? (?)                                 | RC Saint-Gaudens        |
| Patrick Entat         | 25  | ? (?)                                 | SO Avignon              |
| Pascal Fages          | 20  | ? (?)                                 | SM Pia XIII             |
| Philippe Fourquet     | 29  | ? (?)                                 | RC Saint-Gaudens        |
| David Fraisse         | 20  | ? (?)                                 | AS Carcassonne          |
| Jean-Marc Garcia      | 20  | ? (?)                                 | AS Saint-Estève         |
| Mathieu Khedimi       | 25  | ? (?)                                 | AS Saint-Estève         |
| Patrick Limongi       | 27  | ? (?)                                 | AS Carcassonne          |
| Bernard Llong         | 24  | ? (?)                                 | XIII Catalan            |
| Francis Lope          |     | ? (?)                                 | Toulouse olympique XIII |
| Jean-Pierre Magnac    |     | ? (?)                                 | XIII Catalan            |
| Patrick Marginet      |     | ? (?)                                 | AS Saint-Estève         |
| Jacques Moliner       | 23  | ? (?)                                 | XIII Catalan            |
| Pierre Montgaillard   | 27  | ? (?)                                 | XIII Catalan            |
| Roger Palisses        | 30  | ? (?)                                 | AS Saint-Estève         |
| Jacques Pech          | 26  | ? (?)                                 | SM Pia XIII             |
| Bernard Planté        |     | ? (?)                                 | US Villeneuve           |
| Cyrille Pons          | 26  | ? (?)                                 | RC Saint-Gaudens        |
| Jean-Philippe Pougeau | 24  | ? (?)                                 | AS Saint-Estève         |
| Jean-Luc Rabot        | 29  | ? (?)                                 | US Villeneuve           |
| Hugues Ratier         | 30  | ? (?)                                 | FC Lézignan             |
| Éric Rémirez          | 22  | ? (?)                                 | AS Carcassonne          |
| Franck Romano         |     | ? (?)                                 | RC Carpentras           |
| Jean Ruiz             | 26  | ? (?)                                 | AS Saint-Estève         |
| Jean-Bernard Saumitou | 28  | ? (?)                                 | US Villeneuve           |
| Claude Sirvent        | 21  | ? (?)                                 | RC Saint-Gaudens        |
| Yves Storer           |     | ? (?)                                 | RC Saint-Gaudens        |
| Marc Tisseyre         |     | ? (?)                                 | Pamiers XIII            |
| Patrick Torreilles    | 21  | ? (?)                                 | SM Pia XIII             |
| Thierry Valéro        | 24  | ? (?)                                 | FC Lézignan             |
| Daniel Verdes         |     | ? (?)                                 | US Villeneuve           |
| Yves Villoni          | 25  | ? (?)                                 | SO Avignon              |
| Robert Viscay         |     | ? (?)                                 | RC Saint-Gaudens        |

## Résultats

### 1989
| 23 juillet 1989 | Nouvelle-Zélande | 14 - 22 | Australie | Mount Smart Stadium, Auckland 20 000 spectateurs |
| 23 juillet 1989 |                  |         |           | Mount Smart Stadium, Auckland 20 000 spectateurs |
| 23 juillet 1989 |                  |         |           | Mount Smart Stadium, Auckland 20 000 spectateurs |

| 11 novembre 1989 | Grande-Bretagne | 10 - 6 | Nouvelle-Zélande | Central Park, Wigan 20 346 spectateurs |
| 11 novembre 1989 |                 |        |                  | Central Park, Wigan 20 346 spectateurs |
| 11 novembre 1989 |                 |        |                  | Central Park, Wigan 20 346 spectateurs |

| 3 décembre 1989 | France | 0 - 34 | Nouvelle-Zélande | Carcassonne 4 208 spectateurs |
| 3 décembre 1989 |        |        |                  | Carcassonne 4 208 spectateurs |
| 3 décembre 1989 |        |        |                  | Carcassonne 4 208 spectateurs |

### 1990
| 2 juin 1990 | Papouasie-Nouvelle-Guinée | 8 - 40 | Grande-Bretagne | Lloyd Robson Oval, Port Moresby 7 837 spectateurs |
| 2 juin 1990 |                           |        |                 | Lloyd Robson Oval, Port Moresby 7 837 spectateurs |
| 2 juin 1990 |                           |        |                 | Lloyd Robson Oval, Port Moresby 7 837 spectateurs |

| 27 juin 1990 | Australie | 34 - 2 | France | Parkes 12 384 spectateurs |
| 27 juin 1990 |           |        |        | Parkes 12 384 spectateurs |
| 27 juin 1990 |           |        |        | Parkes 12 384 spectateurs |

| 15 juillet 1990 | Nouvelle-Zélande | 21 - 18 | Grande-Bretagne | Christchurch 3 133 spectateurs |
| 15 juillet 1990 |                  |         |                 | Christchurch 3 133 spectateurs |
| 15 juillet 1990 |                  |         |                 | Christchurch 3 133 spectateurs |

| 11 août 1990 | Papouasie-Nouvelle-Guinée | 10 - 18 | Nouvelle-Zélande | Lloyd Robson Oval, Port Moresby 7 837 spectateurs |
| 11 août 1990 |                           |         |                  | Lloyd Robson Oval, Port Moresby 7 837 spectateurs |
| 11 août 1990 |                           |         |                  | Lloyd Robson Oval, Port Moresby 7 837 spectateurs |

| 24 novembre 1990 | Grande-Bretagne | 0 - 14 | Australie | Headingley Rugby Stadium, Leeds 32 500 spectateurs |
| 24 novembre 1990 |                 |        |           | Headingley Rugby Stadium, Leeds 32 500 spectateurs |
| 24 novembre 1990 |                 |        |           | Headingley Rugby Stadium, Leeds 32 500 spectateurs |

| 9 décembre 1990 | France | 10 - 34 | Australie | Stade Gilbert-Brutus, Perpignan 3,428 spectateurs |
| 9 décembre 1990 |        |         |           | Stade Gilbert-Brutus, Perpignan 3,428 spectateurs |
| 9 décembre 1990 |        |         |           | Stade Gilbert-Brutus, Perpignan 3,428 spectateurs |

### 1991
| 27 janvier 1991 | France | 10 - 45 | Grande-Bretagne | Perpignan 3 965 spectateurs |
| 27 janvier 1991 |        |         |                 | Perpignan 3 965 spectateurs |
| 27 janvier 1991 |        |         |                 | Perpignan 3 965 spectateurs |

| 23 juin 1991 | Nouvelle-Zélande | 32 - 10 | France | Christchurch 2 000 spectateurs |
| 23 juin 1991 |                  |         |        | Christchurch 2 000 spectateurs |
| 23 juin 1991 |                  |         |        | Christchurch 2 000 spectateurs |

| 7 juillet 1991 | Papouasie-Nouvelle-Guinée | 18 - 20 | France | Lloyd Robson Oval, Port Moresby 11 485 spectateurs |
| 7 juillet 1991 |                           |         |        | Lloyd Robson Oval, Port Moresby 11 485 spectateurs |
| 7 juillet 1991 |                           |         |        | Lloyd Robson Oval, Port Moresby 11 485 spectateurs |

| 31 juillet 1991 | Australie | 40 - 12 | Nouvelle-Zélande | Lang Park, Brisbane 29 139 spectateurs |
| 31 juillet 1991 |           |         |                  | Lang Park, Brisbane 29 139 spectateurs |
| 31 juillet 1991 |           |         |                  | Lang Park, Brisbane 29 139 spectateurs |

| 13 octobre 1991 | Papouasie-Nouvelle-Guinée | 6 - 40 | Australie | Lloyd Robson Oval, Port Moresby 14 500 spectateurs |
| 13 octobre 1991 |                           |        |           | Lloyd Robson Oval, Port Moresby 14 500 spectateurs |
| 13 octobre 1991 |                           |        |           | Lloyd Robson Oval, Port Moresby 14 500 spectateurs |

| 11 septembre 1991 | Grande-Bretagne | 56 - 4 | Papouasie-Nouvelle-Guinée | Central Park, Wigan 4 193 spectateurs |
| 11 septembre 1991 |                 |        |                           | Central Park, Wigan 4 193 spectateurs |
| 11 septembre 1991 |                 |        |                           | Central Park, Wigan 4 193 spectateurs |

| 24 novembre 1991 | France | 28 - 14 | Papouasie-Nouvelle-Guinée | Carcassonne 1 440 spectateurs |
| 24 novembre 1991 |        |         |                           | Carcassonne 1 440 spectateurs |
| 24 novembre 1991 |        |         |                           | Carcassonne 1 440 spectateurs |

### 1992
| 7 mars 1992 | Grande-Bretagne | 36 - 0 | France | The Boulevard, Hull 5 250 spectateurs |
| 7 mars 1992 |                 |        |        | The Boulevard, Hull 5 250 spectateurs |
| 7 mars 1992 |                 |        |        | The Boulevard, Hull 5 250 spectateurs |

| 3 juillet 1992 | Australie | 16 - 10 | Grande-Bretagne | Lang Park, Brisbane 31 000 spectateurs |
| 3 juillet 1992 |           |         |                 | Lang Park, Brisbane 31 000 spectateurs |
| 3 juillet 1992 |           |         |                 | Lang Park, Brisbane 31 000 spectateurs |

| 5 juillet 1992 | Nouvelle-Zélande | 66 - 10 | Papouasie-Nouvelle-Guinée | Auckland 3 000 spectateurs |
| 5 juillet 1992 |                  |         |                           | Auckland 3 000 spectateurs |
| 5 juillet 1992 |                  |         |                           | Auckland 3 000 spectateurs |

| 5 juillet 1992 | Australie | 36 - 10 | Papouasie-Nouvelle-Guinée | Townsville 12 470 spectateurs |
| 5 juillet 1992 |           |         |                           | Townsville 12 470 spectateurs |
| 5 juillet 1992 |           |         |                           | Townsville 12 470 spectateurs |

### Classement final
| Classement final |                           |   |   |   |   |     |     |      |     |
|                  | Équipe                    | J | V | N | D | PP  | PC  | B    | Pts |
| 1                | Australie                 | 8 | 8 | 0 | 0 | 236 | 68  | +168 | 16  |
| 2                | Grande-Bretagne           | 8 | 5 | 0 | 3 | 221 | 79  | +142 | 10  |
| 3                | Nouvelle-Zélande          | 8 | 5 | 0 | 3 | 197 | 120 | +77  | 10  |
| 4                | France                    | 8 | 2 | 0 | 6 | 80  | 247 | -167 | 4   |
| 5                | Papouasie-Nouvelle-Guinée | 8 | 0 | 0 | 8 | 84  | 304 | -220 | 0   |

### Finale
Homme du match :  Steve Walters
Points marqués :
- Grande-Bretagne : 3 pénalités de Fox
- Australie : 1 essai de Renouf; 3 goals de Meninga

Évolution du score : 
Arbitre :  Dennis Hale
Spectateurs : 73 631
- Grande-Bretagne : Lydon - Hunte, Connolly, Schofield (c), Offiah - Edwards, Fox - Ward, Dermott, Platt, Betts, Clarke, Hanley - Devereux, Tait, Skerrett, Eyres - Entraîneur : Mal Reilly
- Australie : Brasher - Carne, Renouf, Meninga (c), Hancock - Fittler, Langer - Lazarus, Walters, Sargent, Sironen, Lindner, Clyde - Gillespie, Walters, Cartwright, Johns - Entraîneur : Bob Fulton